# 摽有梅
《摽有梅》是《詩經·國風·召南》的篇目，内容為表現女子待嫁，求偶心切。《毛詩序》指出此詩的詩旨是“男女及時”。
受此詩典故影響，“摽梅”在後世用於代指女子已到出嫁年龄，如“摽梅之年”。

## 篇名
篇名中“摽”的詞義以及“有”的語法功能歷來存在爭議。出土的安大簡本此詩“摽”寫作從艸、從二又之形，徐在國認為此字所從之二又非“𠬪”(biào)字，而是以“友”為聲符，讀為苑囿之“囿”。如此，此詩最初的篇名應與《園有桃》《山有樞》《牆有茨》《山有扶蘇》《野有蔓草》等相類，作《囿有梅》。字形經歷了後世的輾轉訛變（囿—𦳩—苃—𦭼—蔈—摽），寫成了毛詩之“摽”。